# Tennis-Bundesliga 2005
Die Tennis-Bundesliga 2005 wurde ins insgesamt sechs Ligen ausgespielt, jeweils einer ersten und zweiten Bundesliga bei den Herren, den Damen und den Herren der Altersklasse 30.
Die Sieger der jeweiligen ersten Bundesliga gewannen die entsprechende deutsche Mannschaftsmeisterschaft im Tennis 2005. Die grundsätzlich jeweils zwei bestplatzierten Mannschaften der zweiten Bundesliga erspielten sich das Aufstiegsrecht in die erste Bundesliga.

## Organisation
Die Tennis-Bundesligen in Deutschland werden vom Deutschen Tennis Bund mit Sitz in Hamburg veranstaltet und organisiert. Grundlage für die Durchführung sind neben den Tennisregeln der ITF die Turnierordnung des DTB sowie das Bundesliga-Statut.

## Tennis-Bundesliga der Herren 2005

### 1. Tennis-Bundesliga der Herren
Der TK Grün-Weiss Mannheim gewann punktgleich mit dem TK Kurhaus Aachen aufgrund des besseren Match-Verhältnisses die Meisterschaft in der ersten Bundesliga. Beide Mannschaften verloren in der Saison jeweils kein Spiel und gaben ihre einzigen Punkte beim Unentschieden im direkten Aufeinandertreffen ab. Für die Mannheimer war es der insgesamt dritte Meistertitel.
Die beiden Aufsteiger HTC Blau-Weiß Krefeld und TC Piding konnten beide jeweils nur ein Unentschieden erreichen und belegten in der Abschlusstabelle die beiden letzten Plätze. Da die Bundesliga in der Saison 2006 mit einer Sollstärke von 10 Mannschaften spielte, stieg in der Saison 2005 nur der Tabellenletzte ab. Auch der TC Piding konnte 2006 erstklassig spielen, da sich der Tabellen-Siebte TC Rüppurr Karlsruhe zum Saisonende aus der ersten Bundesliga zurückgezogen hatte.
|     | Mannschaft                | Begegnungen | Punkte | Matches | Sätze   | Spiele  |
| --- | ------------------------- | ----------- | ------ | ------- | ------- | ------- |
| 01. | TK Grün-Weiss Mannheim    | 8           | 7:1    | 56:16   | 119:46  | 901:641 |
| 02. | Kurhaus Lambertz Aachen   | 8           | 7:1    | 46:26   | 105:69  | 903:783 |
| 03. | Rochusclub Düsseldorf     | 8           | 6:2    | 48:24   | 106:57  | 832:652 |
| 04. | TC Blau-Weiss Halle       | 8           | 5:3    | 39:33   | 091:76  | 835:783 |
| 05. | TC Blau-Weiss Neuss       | 8           | 4:4    | 37:35   | 082:80  | 765:709 |
| 06. | 1. FC Nürnberg            | 8           | 2:6    | 28:44   | 063:99  | 616:784 |
| 07. | TC Rüppurr Karlsruhe 1929 | 8           | 2:6    | 26:46   | 065:99  | 694:813 |
| 08. | HTC Blau-Weiß Krefeld (A) | 8           | 1:7    | 28:44   | 065:96  | 720:795 |
| 09. | TC Max Aicher Piding (A)  | 8           | 1:7    | 16:56   | 047:121 | 615:921 |

### 2. Tennis-Bundesliga der Herren
Der Erfurter TC Rot-Weiß im Norden und der TV Reutlingen im Süden gewannen jeweils ungeschlagen die zweite Bundesliga und stiegen damit in die erste Bundesliga auf.

#### 2. Tennis-Bundesliga Nord
|     | Mannschaft                | Begegnungen | Punkte | Matches | Sätze  | Spiele  |
| --- | ------------------------- | ----------- | ------ | ------- | ------ | ------- |
| 01. | Erfurter TC Rot-Weiß      | 8           | 8:0    | 59:13   | 121:35 | 858:514 |
| 02. | TC 1899 Blau-Weiss Berlin | 8           | 6:2    | 51:21   | 111:55 | 860:674 |
| 03. | Bremerhavener TV 1905     | 8           | 6:2    | 46:26   | 96:59  | 764:619 |
| 04. | TV Espelkamp-Mittwald     | 8           | 4:4    | 41:31   | 95:72  | 841:738 |
| 05. | Solinger TC 1902          | 8           | 4:4    | 38:34   | 84:80  | 763:749 |
| 06. | Lintorfer TC 1972         | 8           | 4:4    | 35:37   | 84:79  | 753:748 |
| 07. | TV Sparta 87 Nordhorn     | 8           | 2:6    | 27:45   | 61:98  | 676:805 |
| 08. | Schenefelder TC           | 8           | 2:6    | 16:56   | 44:120 | 560:876 |
| 09. | TC Bayer Dormagen         | 8           | 0:8    | 11:61   | 28:126 | 518:870 |

#### 2. Tennis-Bundesliga Süd
|     | Mannschaft               | Begegnungen | Punkte | Matches | Sätze  | Spiele  |
| --- | ------------------------ | ----------- | ------ | ------- | ------ | ------- |
| 01. | TV Reutlingen            | 8           | 8:0    | 53:19   | 117:50 | 911:706 |
| 02. | SV Wacker Burghausen     | 8           | 7:1    | 57:15   | 120:44 | 896:590 |
| 03. | TC Wolfsberg Pforzheim   | 8           | 5:3    | 41:31   | 88:73  | 792:740 |
| 04. | TC Schwarz-Weiß Neckarau | 8           | 4:4    | 37:35   | 82:79  | 763:726 |
| 05. | TC Grün-Rot Weiden       | 8           | 4:4    | 31:41   | 69:90  | 680:768 |
| 06. | TC Großhesselohe         | 8           | 3:5    | 39:33   | 93:74  | 860:753 |
| 07. | Sportpark Windhagen      | 8           | 3:5    | 30:42   | 71:95  | 736:820 |
| 08. | TC Bad Friedrichshall    | 8           | 2:6    | 18:54   | 52:115 | 659:905 |
| 09. | TC Ismaning              | 8           | 0:8    | 18:54   | 44:116 | 586:875 |

## Tennis-Bundesliga der Herren 30 2005

### 1. Tennis-Bundesliga der Herren 30
Der TC SCC Berlin entthronte den Titelverteidiger Gladbacher HTC denkbar knapp mit einem 5:4-Sieg am letzten Spieltag im direkten Aufeinandertreffen der beiden bis zu diesem Zeitpunkt ungeschlagenen Mannschaften. Damit holten die Berliner ihre erste deutsche Mannschaftsmeisterschaft der Herren 30.
|     | Mannschaft        | Begegnungen | Punkte | Matches | Sätze | Spiele  |
| --- | ----------------- | ----------- | ------ | ------- | ----- | ------- |
| 01. | TC SCC Berlin     | 6           | 6:0    | 42:12   | 88:27 | 617:355 |
| 02. | Gladbacher HTC    | 6           | 5:1    | 41:13   | 86:36 | 631:408 |
| 03. | TV Krempin Nassau | 6           | 4:2    | 30:24   | 67:53 | 539:494 |
| 04. | KHTC Mülheim      | 6           | 3:3    | 29:25   | 60:58 | 543:519 |
| 05. | TSV Feldkirchen   | 6           | 2:4    | 15:39   | 42:82 | 476:637 |
| 06. | TC Bad Homburg    | 6           | 1:5    | 18:36   | 42:79 | 454:613 |
| 07. | TC Dachau 1950    | 6           | 0:6    | 14:40   | 34:84 | 405:639 |

### 2. Tennis-Bundesliga der Herren 30
Der DTV Hannover gewann die zweite Bundesliga Süd ungeschlagen vor dem Marienburger SC und stieg damit in die erste Bundesliga auf. Im Süden setzte sich die TSG Backnang nur aufgrund des besseren Matchverhältnisses gegen den TC Blau-Weiß Nürnberg durch. Das direkte Aufeinandertreffen der beiden punktgleichen Tabellenführer hatten die Backnanger mit 7:2 gewonnen und verteidigten trotz einer zwischenzeitlichen Niederlage gegen den TC Rotenbühl ihren Vorsprung bis zum Saisonende.

#### 2. Tennis-Bundesliga Nord
|     | Mannschaft                       | Begegnungen | Punkte | Matches | Sätze  | Spiele  |
| --- | -------------------------------- | ----------- | ------ | ------- | ------ | ------- |
| 01. | DTV Hannover                     | 6           | 6:0    | 46:8    | 94:23  | 635:354 |
| 02. | Marienburger SC Köln             | 6           | 5:1    | 35:19   | 75:46  | 597:483 |
| 03. | KTHC Stadion Rot-Weiß Köln       | 6           | 3:3    | 29:25   | 69:55  | 578:522 |
| 04. | TV Schwafheim 1900               | 6           | 3:3    | 27:27   | 58:61  | 494:550 |
| 05. | TC Grün-Gold Bensberg            | 6           | 3:3    | 24:30   | 54:64  | 529:543 |
| 06. | HTC Blau-Weiß Krefeld            | 6           | 1:5    | 23:31   | 54:68  | 519:557 |
| 07. | TG Alsterquelle Henstedt-Ulzburg | 6           | 0:6    | 5:49    | 13:100 | 303:646 |

#### 2. Tennis-Bundesliga Süd
|     | Mannschaft                   | Begegnungen | Punkte | Matches | Sätze | Spiele  |
| --- | ---------------------------- | ----------- | ------ | ------- | ----- | ------- |
| 01. | TSG Backnang 1925            | 6           | 5:1    | 45:9    | 94:27 | 673:423 |
| 02. | TC Noris Weiss-Blau Nürnberg | 6           | 5:1    | 41:13   | 89:36 | 654:452 |
| 03. | TC Rotenbühl Saarbrücken     | 6           | 4:2    | 36:18   | 78:39 | 602:464 |
| 04. | SKV Büttelborn               | 6           | 4:2    | 29:25   | 63:62 | 585:563 |
| 05. | Karlsruher ETV               | 6           | 2:4    | 18:36   | 45:76 | 473:595 |
| 06. | TC Kempten                   | 6           | 1:5    | 10:44   | 24:93 | 398:640 |
| 07. | Eintracht Frankfurt          | 6           | 0:6    | 10:44   | 32:92 | 423:671 |

## Tennis-Bundesliga der Damen 2005

### 1. Tennis-Bundesliga der Damen
Der TEC Waldau Stuttgart gewann ungeschlagen die erste Bundesliga der Damen und somit seinen ersten deutschen Meistertitel. Die Titelverteidigerinnen des TC Moers 08 wurden Dritte hinter dem TC Benrath, der sich im gesamten Saisonverlauf nur den Stuttgarterinnen geschlagen geben musste.
Der BASF TC Ludwigshafen und der THC im VfL Bochum musste den Gang in die Zweitklassigkeit antreten.
|     | Mannschaft                     | Begegnungen | Punkte | Matches | Sätze | Spiele  |
| --- | ------------------------------ | ----------- | ------ | ------- | ----- | ------- |
| 01. | TEC Waldau Stuttgart           | 6           | 6:0    | 37:17   | 81:47 | 666:524 |
| 02. | TC Zamek Benrath               | 6           | 5:1    | 35:19   | 74:47 | 610:473 |
| 03. | TC ZWS Moers 08                | 6           | 3:3    | 32:22   | 74:49 | 596:493 |
| 04. | TC 1899 Blau-Weiß Berlin       | 6           | 3:3    | 21:33   | 50:76 | 506:630 |
| 05. | Lintorfer TC                   | 6           | 2:4    | 24:30   | 55:67 | 511:593 |
| 06. | BASF TC Blau-Weiß Ludwigshafen | 6           | 2:4    | 22:32   | 55:72 | 532:606 |
| 07. | THC im VfL Bochum              | 6           | 0:6    | 18:36   | 49:80 | 538:640 |

### 2. Tennis-Bundesliga der Damen
Der LTTC Rot-Weiß Berlin gewann die zweite Bundesliga Nord punktgleich vor dem Rochusclub Düsseldorf und stieg in die erste Bundesliga auf.
Die zweite Bundesliga Süd wurde in zwei Gruppen ausgetragen. In Gruppe 1 setzte sich der TC Rüppurr Karlsruhe vor dem TC Schwarz-Weiß Bous durch, in Gruppe 2 wurde der MTTC Iphitos München ungeschlagen Erster. Das Aufstiegsspiel der beiden Gruppenersten entschied Karlsruhe klar für sich und stieg somit in die Bundesliga auf. Insgesamt stiegen drei Mannschaften aus der Südliga ab: neben den beiden Gruppenletzten TK Grün-Weiss Mannheim und  TTC Bad Wörishofen verlor auch der TC Großhesselohe das Entscheidungsspiel gegen den Abstieg der beiden Tabellendritten gegen den VfL Sindelfingen.

#### 2. Tennis-Bundesliga Nord
|     | Mannschaft                       | Begegnungen | Punkte | Matches | Sätze | Spiele  |
| --- | -------------------------------- | ----------- | ------ | ------- | ----- | ------- |
| 01. | LTTC Rot-Weiß Berlin             | 6           | 5:1    | 37:17   | 76:42 | 585:463 |
| 02. | Rochusclub Düsseldorf            | 6           | 5:1    | 28:26   | 65:60 | 596:584 |
| 03. | TC Blau-Weiss Halle              | 6           | 4:2    | 29:25   | 63:56 | 543:538 |
| 04. | TC Blau-Weiß Dresden-Blasewitz   | 6           | 3:3    | 32:22   | 67:51 | 550:473 |
| 05. | TC WattExtra Bocholt             | 6           | 3:3    | 29:25   | 69:57 | 597:530 |
| 06. | TG Alsterquelle Henstedt-Ulzburg | 6           | 1:5    | 19:35   | 50:79 | 528:651 |
| 07. | Ratinger TC Grün-Weiss           | 6           | 0:6    | 15:39   | 37:82 | 420:580 |

#### 2. Tennis-Bundesliga Süd
|     | Mannschaft                | Begegnungen | Punkte | Matches | Sätze | Spiele  |
| --- | ------------------------- | ----------- | ------ | ------- | ----- | ------- |
| 01. | TC Rüppurr Karlsruhe 1929 | 6           | 5:1    | 40:14   | 83:41 | 651:500 |
| 02. | TC Schwarz-Weiß Bous      | 6           | 4:2    | 31:23   | 70:56 | 615:544 |
| 03. | VfL Sindelfingen 1862     | 6           | 2:4    | 24:30   | 60:66 | 569:591 |
| 04. | TK Grün-Weiss Mannheim    | 6           | 1:5    | 13:41   | 37:87 | 458:658 |

|     | Mannschaft            | Begegnungen | Punkte           | Matches          | Sätze            | Spiele           |
| --- | --------------------- | ----------- | ---------------- | ---------------- | ---------------- | ---------------- |
| 01. | MTTC Iphitos München  | 6           | 6:0              | 43:11            | 89:26            | 622:269          |
| 02. | TC Weiß-Blau Würzburg | 6           | 4:2              | 35:19            | 74:48            | 546:401          |
| 03. | TC Großhesselohe      | 6           | 2:4              | 30:24            | 69:50            | 546:396          |
| 04. | TTC Bad Wörishofen    | 6           | nicht angetreten | nicht angetreten | nicht angetreten | nicht angetreten |

Aufstiegsendspiel
| Heim                      | Auswärts             | Matches | Sätze | Spiele |
| ------------------------- | -------------------- | ------- | ----- | ------ |
| TC Rüppurr Karlsruhe 1929 | MTTC Iphitos München | 6:0     | 12:0  | 73:25  |

Abstiegsendspiel
| Heim                  | Auswärts         | Matches | Sätze | Spiele |
| --------------------- | ---------------- | ------- | ----- | ------ |
| VfL Sindelfingen 1862 | TC Großhesselohe | 6:0     | 12:2  | 79:41  |